# Stanatovići
Stanatovići su selo u općini Bratunac, Republika Srpska, BiH.

## Stanovništvo

### Nacionalni sastav1991.
ukupno: 206
- Srbi - 206 (100%)